# تايلر غرين
تايلر غرين (بالإنجليزية: Tyler Green)‏ هو لاعب كرة قاعدة أمريكي، ولد في 18 فبراير 1970 في سبرينغفيلد في الولايات المتحدة.

## وصلات خارجية
- تايلر غرين على موقع دوري كرة القاعدة الرئيسي (الإنجليزية)
- تايلر غرين على موقعبيزبول رفرنس.كوم (الدوري الرئيسي) (الإنجليزية)
- تايلر غرين على موقعبيزبول رفرنس.كوم (الدوري الثانوي) (الإنجليزية)
- تايلر غرين على موقع إي إس بي إن.كوم (أم.أل.بي) (الإنجليزية)
- تايلر غرين على موقع مشجعي الرسوم البيانية (الإنجليزية)